# هجوم درعا (يونيو 2017)
هجوم درعا هو عملية عسكرية شنها الجيش العربي السوري وحلفاؤه ضد مواقع المتمردين في النصف الجنوبي من مدينة درعا. حارب المتمردون والقوات الحكومية من أجل السيطرة على مخيم اللاجئين الفلسطينيين بالمدينة، وهي منطقة سكنية مبنية في المدينة.

## خلفية
في منتصف فبراير 2017، شن المتمردين هجوما كبيرا ضد القوات الحكومية في مدينة درعا. استولى المتمردون في البداية على جزء كبير من منطقة المنشية، ولكن الهجوم سرعان ما توقف. وبحلول منتصف مارس، ادعى الجيش السوري أنه استعاد تقريبا جميع المواقع التي فقدها، وبقي أقل من 25 في المائة من المنشية تحت سيطرة المتمردين. ومع ذلك، فقد أدى هجوم جديد للمتمردين في أوائل أبريل إلى سيطرة المتمردين على 80 في المائة من المنشية. واستمر القتال، بضربات جوية متعددة على درعا من قبل القوات الموالية للحكومة في منتصف مايو. وبحلول نهاية مايو، ازدادت سيطرة المتمردين إلى 95 في المائة.
في 3 يونيو، شن المتمردون هجومًا جديدًا على المنشية، لكن تم صدهم. ردا على الهجوم، قصف الجيش بشدة أجزاء من المدينة التي يسيطر عليها المتمردون في اليوم التالي. كان القصف جزءًا من الاستعدادات لهجوم قادم ضد المتمردين في درعا، ونشرت الحكومة قوات تضم حزب الله وميليشيات شيعية عراقية، بالإضافة إلى نخبة الفرقة الرابعة المدرعة للجيش. ما تلاه وصف بأنه «أسبوعين من أكثر التفجيرات والضربات الجوية الشديدة التي شهدتها المدينة منذ 2015».

## الهجوم
بدأ الهجوم في السابع من يونيو، مع أكثر من 20 غارة جوية، فضلا عن صواريخ أرض - أرض، ضربت معاقل المتمردين في درعا البلد وطريق السد. كما تم الانتهاء من الاستعدادات النهائية لهجوم بري مع وصول الفرقة الرابعة للجيش السوري.
بين 10 و 11 يونيو، ورد أن خمسة من قادة الجيش السوري الحر قتلوا في درعا. وكان بعضهم نتيجة للهجوم الصاروخي المباشر على مقر للمتمردين كجزء من حملة قصف مكثفة قام بها الجيش. في 11 يونيو، أحرزت القوات الحكومية أول تقدم إقليمي من خلال الاستيلاء على معظم منطقة المجمع المدرسي في ضاحية مخيم درعا، وهو مخيم فلسطيني سابق للاجئين.
في 12 يونيو، اندلع قتال عنيف في المخيم الفلسطيني، مع تقارير تفيد بأن الجيش السوري قد استولى على ما بين 30% و50% من الحي. وردت قوات المتمردين بقذائف الهاون في أحياء المدينة التي تسيطر عليها الحكومة. وفي اليوم نفسه، ضرب صاروخ حكومي مركز الدفاع المدني بالمدينة، مما جعل المبنى وسيارة إسعاف غير صالحة للاستعمال، وفقاً للشبكة السورية لحقوق الإنسان. في ذلك اليوم، أطلق نشطاء المعارضة الحملة الإعلامية الاجتماعية «تحرك لأجل درعا».
أفادت العربي الجديد أنه خلال الأسبوع الأول من الهجوم، أسقطت القوات الحكومية أكثر من 300 قذيفة مدفعية وأطلقت 350 صاروخ أرض - أرض على الجزء الذي يسيطر عليه المتمردون من المدينة. في 14 يونيو، أفاد صحفيون مواطنون أن 10 إلى 12 مدنياً قُتلوا في غارات جوية سورية روسية وهجمات بالمدفعية على مدرسة تأوي النازحين داخلياً في طفس، على المشارف الشمالية لدرعا.، تم التحقق من الضربة لاحقاً من قبل هيومن رايتس ووتش.
أعلن الجيش السوري هدنة لمدة 48 ساعة ظهر يوم 17 يونيو. وخلال الأسبوعين اللذين انقضيا، اتهمت الدفاع المدني السوري القوات الحكومية بتنفيذ 645 عملية هجوم بالقنابل، و199 غارة جوية، و645 هجوم بقذائف هاون و91 هجوم صاروخي بالنابالم، مما أسفر عن مقتل ما لا يقل عن 88 مدنيا، بينهم 18 طفلا وسبع نساء.
بعد انتهاء الهدنة في 20 يونيو، استؤنفت الغارات الجوية والقصف المدفعي ضد المناطق التي يسيطر عليها المتمردون في مدينة درعا. وجدد الجيش جهوده لكسر خطوط المتمردين في شرق المدينة وفي المدينة القديمة – بدعم جوي من القوات الروسية، حسبما ذكرت مصادر المتمردين. كما وقعت اشتباكات بالقرب من قاعدة دفاع جوي سابقة جنوب غرب المدينة وبالقرب من الحدود مع الأردن، والتي تم الاستيلاء عليها لفترة وجيزة من قبل القوات الحكومية، مما قد يقسم أراضي المتمردين في محافظة درعا إلى قسمين، ولكن تم صدها.
في 23 يونيو، فشلت محاولة مصالحة، واستأنف الجيش السوري هجومه في منطقة المخيم الفلسطيني، مصحوبًا بهجمات جوية.
في أوائل يوليو، أعلنت الحكومة وقف إطلاق النار في المنطقة. تم إضفاء الطابع الرسمي على هذا في 7 يوليو. ومع ذلك، كان هناك قصف حكومي في بلدة صيدا في شرق درعا ليلة 9 يوليو، وفقا للمرصد السوري لحقوق الإنسان، وكذلك تبادل لإطلاق النار بين المتمردين والحكومة في قرية النعيمة، وقصف منطقة البلد في محافظة درعا، واشتباكات قصيرة في مدينة درعا. في اليوم التالي، تم الإبلاغ عن برميل متفجر من قبل ناشطين إعلاميين معارضين.